# 산타 마리아 인 코스메딘 성당

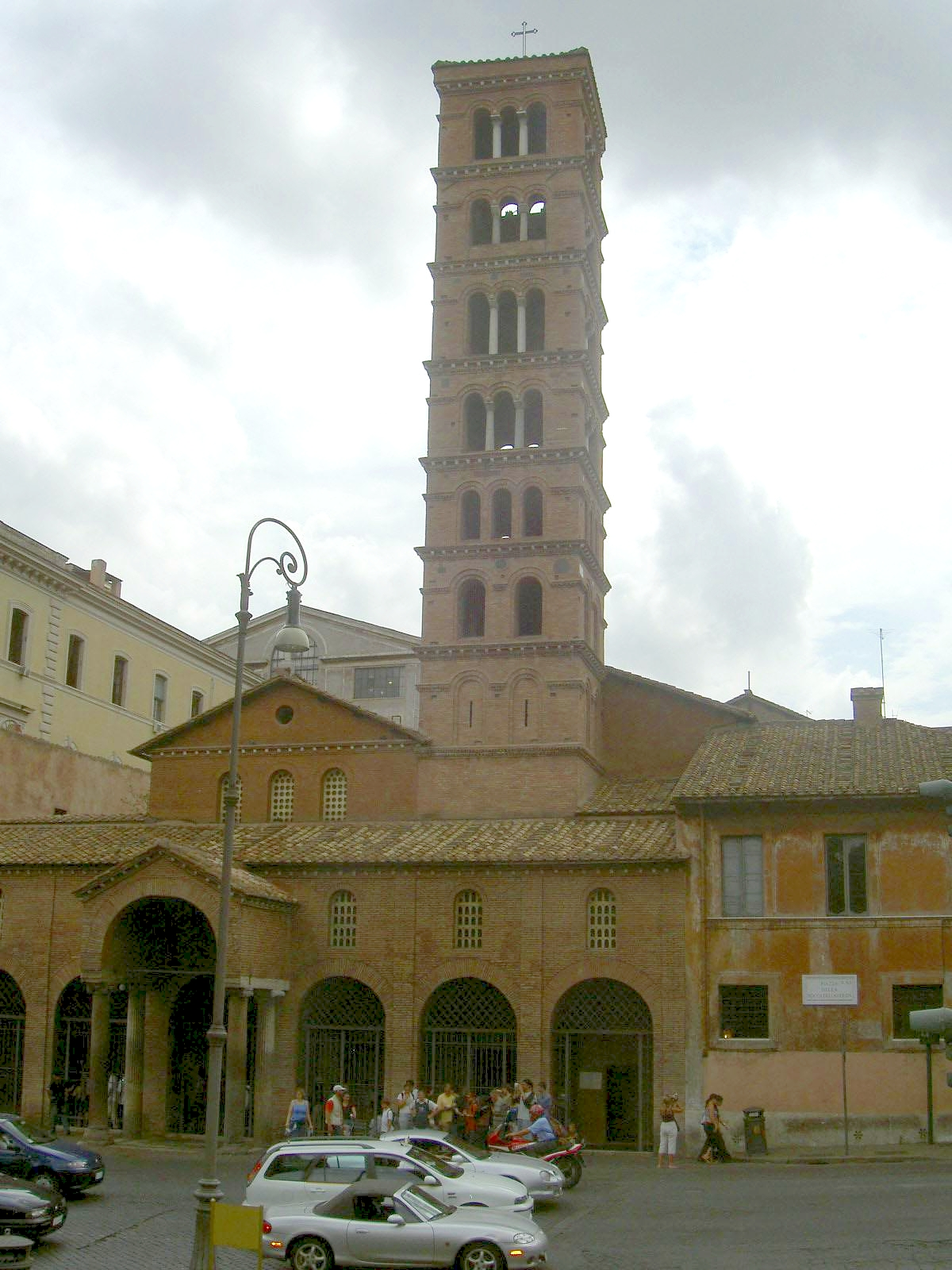
산타 마리아 인 코스메딘 성당

산타 마리아 인 코스메딘 성당(Basilica di Santa Maria in Cosmedin)은 이탈리아 로마에 있는 성당이다. 발렌타인데이에 유래가 된 성 발렌타인의 유골이 있다.